# Oliver Paipoonge
Oliver Paipoonge es un municipio canadiense situado en la provincia de Ontario.

## Superficie
Oliver Paipoonge tiene una superficie de 350,51 km².

## Demografía
En 2021, tenía 6035 habitantes, una densidad poblacional de 17,2 hab./km², y 2390 viviendas.